# Magripa autumnalis
Magripa autumnalis là một loài ruồi trong họ Tachinidae.